# Luc Huntjens
Luc Huntjens is een Nederlandse triatleet uit Echt. 
In 1998 werd hij derde op het Nederlands kampioenschap middenafstand. Met een tijd van 4:07.51 eindigde hij met een kleine achterstand op Jan van der Marel (zilver; 4:07.03) en Guido Savelkoul (brons; 4:07.23).
Huntjens nam in 2001 in Stein afscheid van de triatlonsport. Hij begon in 2004 een praktijk voor natuurgeneeskunde.

Luc Huntjens is op dit moment (2021) gymdocent en begeleider op het Roer College Schöndeln in Roermond.

## Persoonlijke records
- 800 m vrije slag - 9.15
- 1000 m vrije slag - 10.50

## Palmares

### triatlon
- 1997: 4e triatlon van Holten
- 1997: 4e NK olympische afstand in Roermond
- 1997:  ETU prestige race
- 1998:  NK middenafstand in Stein
- 1999:  halve triatlon van Eupen (België)